# Ouratea schizostyla
Ouratea schizostyla är en tvåhjärtbladig växtart som beskrevs av Berazaín. Ouratea schizostyla ingår i släktet Ouratea och familjen Ochnaceae. Inga underarter finns listade i Catalogue of Life.